# Editor de molècules
Un editor de molècules és un programa informàtic per crear i modificant representacions d'estructures químiques.
Els editors de molècules poden manipular representacions d'estructures químiques en un espai bidimensional o espai tridimensional simulat, a través de computació gràfica 2D o computació gràfica 3D, respectivament. La sortida bidimensional s'utilitza com il·lustracions o per consultar bases de dades químiques. La producció tridimensional s'utilitza per construir models moleculars, generalment com a part dels paquets de programari de simulació molecular.
Els editors moleculars de bases de dades com Leatherface, RECAP i Molecule Slicer permeten que un gran nombre de molècules es modifiquin automàticament segons regles com ara com "desprotonar àcids carboxílics" o "trencar enllaços exocíclics" que pot especificar un usuari.
Els editors de molècules generalment admeten llegir i escriure almenys un format de fitxer o notació de línia. Els exemples de cadascun inclouen Molfile i especificació d'entrada de línia d'entrada molecular simplificada (SMILES), respectivament.
Els fitxers generats pels editors de molècules es poden mostrar mitjançant eines de gràfics moleculars.

## Programes autònoms
| Programa                              | Desenvolupador(s)                    | Llicència                  | Plataformes                                        | Info |  |
| ------------------------------------- | ------------------------------------ | -------------------------- | -------------------------------------------------- | --- |  |
| Accelrys Draw                         | Accelrys                             | Propietari                 | Windows                                            | Versió gratuïta disponible; inclou names2structure i structure2name, noms d'InChI i SMILES canòniques |  |
| ACD/ChemSketch                        | ACD/Labs                             | Propietari                 | Windows                                            | Una interfície d'emmagatzematge químicament intel·ligent que permet dibuixar gairebé qualsevol estructura química, inclosos els orgànics, organometàl·lics, polímers i estructures de Markush. versió gratuïta disponible   |  |
| Amira (programari)                    | Visage Imaging Zuse Institute Berlin | Propietari                 | Windows, macOS, Linux                              | Versió de prova de 14 dies disponible |  |
| Ascalaph Designer                     | Agile Molecule                       | Plantilla:GPL-lic          | Linux, Windows                                     | gratuït |  |
| ArgusLab                              | Mark Thompson (author)               | Propietari                 | Windows                                            | gratuït |  |
| Avogadro                              | Avogadro project team                | Plantilla:GPL-lic          | Linux, macOS, Windows                              | Editor de molècules en 3D, visualitzador |  |
| BALLView                              | BALL project team                    | Plantilla:GPL-lic-LGPL     | Linux, macOS, Windows                              | visualitzador, editor, eina de simulació |  |
| Bioclipse                             | Bioclipse Developers                 | EPL                        | multiplataforma                                    | Java, Eclipsi basada en Rich Client Platform (RCP) |  |
| BKChem                                | Beda Kosata                          | Plantilla:GPL-lic          | multiplataforma                                    | Editor de molècules 2D escrit en Python |  |
| ChemDoodle                            | iChemLabs                            | Propietari                 | Linux, macOS, Windows                              | Sistema complet d'edició química per a l'elaboració d'estructures químiques, reaccions, espectres i molt més. Prova gratuïta disponible.                                                                                    |  |
| ChemDraw                              | PerkinElmer                          | Propietari                 | macOS, Windows                                     | Edita estructures i reaccions químiques. |  |
| Deneb                                 | AtelGraphics                         | Propietari                 | Linux, Windows                                     | Versió de prova disponible; interfície d'usuari gràfica fàcil d'usar per als paquets SIESTA, VASP, QE, etc. |  |
| Elemental (programari)                | Dotmatics                            | Propietari                 | Windows, iOS                                       | programari gratuït per a PC, iPhone, iPad |  |
| ICEdit                                | InfoChem                             | Propietari                 | Windows                                            | Edita estructures i reaccions químiques |  |
| Chemtool                              |                                      | Plantilla:GPL-lic          | Linux, Unix                                        | Editor 2D per a fórmules estructurals químiques, escrites en C amb GTK |  |
| ChemWindow                            | Bio-Rad                              | Propietari                 |                                                    | disponible com a part de l'entorn de programari KnowItAll; Programes de domini públic per a la investigació acadèmica i l'ensenyament                                                                                       |  |
| Gabedit                               | Abdulrahman Allouche                 | Plantilla:BSD-lic          | Linux, macOS, Windows                              | Editor de molècules en 3D, visualitzador |  |
| ICM-Chemist                           | MolSoft                              | Propietari                 | Windows, macOS, Linux                              | Editor de química d'escriptori d'interfície gràfica fàcil d'usar |  |
| JChemPaint                            |                                      | Plantilla:LGPL-lic         | multiplataforma                                    | Editor de fórmules estructurals 2D escrites en Java |  |
| HyperChem                             | Hypercube, Inc.                      | Propietari                 | Windows                                            | Editor de molècules en 3D, visualitzador |  |
| KnowItAll                             | Bio-Rad                              | Propietari                 | Windows                                            | Programes de domini públic per a la investigació acadèmica i l'ensenyament |  |
| lhendraw                              | Lennard Wasserthal                   | Plantilla:GPL-lic          | Linux                                              | clon de FOSS compatible amb chemdraw cdx / cdxml, funció de cerca |  |
| MAPS (molecular software)             | Scienomics                           | Propietari                 | multiplataforma                                    | Build complex molecular (molecules, metal complexes, polymers...) and periodic (crystal, surface, interface, CNT, nanosystems...) systems, generate amorphous conformations. Read SMILES and 3D formats (pdb, xyz, cif...). |  |
| MarvinSketch/View                     | ChemAxon                             | Propietari                 | multiplataforma                                    | versions comercials i gratuïtes. Editor i visualitzador químic, versió d'escriptori (Java Beans) |  |
| MarvinSpace                           | ChemAxon                             | Propietari                 | multiplataforma                                    | versions comercials i gratuïtes. Visualització macromolecular tridimensional i edició de lligands, versió d'escriptori (Java Beans)                                                                                         |  |
| MedChem Designer                      | Simulations Plus                     | Propietari                 | Windows                                            | programari gratuït: inclou de franc S + logP, S + logD (7.4), TPSA, càrregues sigma PEOE, HBD, HBA i Regla de 5 càlculs. |  |
| Molecular Operating Environment (MOE) | Chemical Computing Group             | Propietari                 | Windows, Linux, Mac; Llenguatge de programació SVL | Plataforma per a aplicacions de modelatge molecular / descobriment de fàrmacs, amb esbós i edició molecular 3D, representació 2D i conversió de 2D a 3D.                                                                    |  |
| molsKetch                             |                                      | Plantilla:GPL-lic          | multiplataforma                                    | editor multiplataforma, basat en Qt4 |  |
| MOLTEMPLATE                           |                                      | Plantilla:BSD-lic 3-clause | Linux, macOS, Windows                              | Generador de molècules basat en text general per a LAMMPS |  |
| ODYSSEY                               | Wavefunction, Inc.                   | Propietari                 | macOS, Windows                                     | |  |
| SAMSON                                | Inria                                | Propietari                 | Windows, Linux, macOS                              | Plataforma de programari per a la nanociència computacional integrada. Personalitzat amb SAMSON Elements (mòduls per SAMSON)                                                                                                |  |
| SketchEl                              |                                      | Plantilla:GPL-lic          | multiplataforma                                    | editor, Java, disponible a SourceForge |  |
| Smormo-Ed                             |                                      | Plantilla:BSD-lic          | Linux, Windows, disponible a SourceForge           | |  |
| Spartan                               | Wavefunction, Inc.                   | Propietari                 | Linux, macOS, Windows                              | |  |
| StruMM3D                              | Exorga, Inc.                         | Propietari                 | Windows                                            | |  |
| Vimol                                 |                                      | ISC                        | BSD, Linux, macOS, Windows                         | Potent, amb interfície tipus vim |  |
| XDrawChem                             |                                      | Plantilla:GPL-lic          | Linux, macOS, Windows                              | basat en OpenBabel |  |
| Zem (programari)                      | Example                              | Plantilla:GPL-lic          | Linux, macOS, Windows                              | basat en OpenBabel |  |

## Miniaplicacions de Java
| Miniaplicació                                | Desenvolupador(s)                           | Llicència                             | Info |
| -------------------------------------------- | ------------------------------------------- | ------------------------------------- | --- |
| Accelrys JDraw                               | Accelrys                                    | Propietari                            | Comercial i freeware versions per nonprofit ús |
| ICEdit                                       | InfoChem                                    | Propietari                            | Edita reaccions i estructures químiques |
| JChemPaint                                   | Plantilla:LGPL-lic                          | Editor i miniaplicacions d'espectador | |
| Editor de Molècula del JME                   | Peter Ertl                                  | Propietari                            | freeware Disponible de Molinspiration; Freeware per noncommercial ús |
| MarvinSketch                                 | ChemAxon                                    | Propietari                            | Comercial i freeware versions. Implementació de miniaplicació d'editor química |
| MarvinSpace                                  | ChemAxon                                    | Propietari                            | Comercial i freeware versions. 3D lligand i visualització macromolecular que editen |
| ACD de SDA/Estructura Dibuixar Miniaplicació | Laboratoris/d'ACD                           | Propietari                            | Comercial i freeware versions |
| ChemWriter                                   | Metamolecular                               | Propietari                            | Versió 1 necessitats Java endoll-dins, versió 2 necessitats cap endoll de navegador-ins |
| SketchEl                                     | Plantilla:GPL-lic, available on SourceForge |                                       | |
| Chemis3D                                     | Didier Collomb                              | Propietari                            | |
| MolEdit                                      | MolSoft                                     | Propietari                            | HTML5 editor permet dibuixar 2D estructura química dins la pàgina d'un navegador de web ; necessitats cap endoll-ins (com Java); feines en qualsevol HTML modern5 navegador compatible amb JavaScript habilitat, incloent plataformes mòbils; lleuger, intuïtiu |
| FLAMA: Flaix Editor Molecular                | Pavel Dallakian, Norbert Haider             | Freeware Per noncommercial ús         | |

## Editors editables de JavaScript
| Programa                             | Desenvolupador                  | Navegador d'escriptori IE6-7-8 | Altre navegador d'escriptori | iPad       | iPhone     | Android    | Windows Phone | |
| ------------------------------------ | ------------------------------- | ------------------------------ | ---------------------------- | ---------- | ---------- | ---------- | ------------- | --- |
| AngularDrawChem                      | Michał Malik                    | Desconegut                     | Sí                           | No         | No         | No         | Desconegut    | Dibuixa estructures orgàniques i esquemes de reacció en SVG, disponible en línia i com a mòdul AngularJS; codi obert (MIT)                                                             |
| ChemDoodle Web Components            | iChemLabs                       | Sí                             | Sí                           | Sí         | Sí         | Sí         | Desconegut    | Components web de química HTML5, inclosos els espectadors, animacions, components interactius i editors; utilitza gràfics Canvas i WebGL. Font lliure i oberta sota llicència GPL v3.0 |
| ChemDraw JS                          | PerkinElmer                     | No                             | Sí                           | Desconegut | Desconegut | Desconegut | Desconegut    | La versió JavaScript de ChemDraw |
| ChemWriter 3                         | Metamolecular                   | No                             | Sí                           | Sí         | Desconegut | Desconegut | Desconegut    | |
| Elemental (software)                 | Dotmatics                       | Sí                             | Sí                           | Sí         | Sí         | Sí         | Desconegut    | proprietary software |
| ICEdit                               | InfoChem                        | No                             | Sí                           | Sí         | Sí         | Sí         | Sí            | Edita estructures i reaccions químiques |
| Ketcher                              | GGA Software Services           | Sí                             | Sí                           | Desconegut | Desconegut | Desconegut | Desconegut    | Escrit mitjançant SVG / VML a través de Raphaël.js. Inici de codi obert. |
| LAI4D                                | Lai4d Systems                   | No                             | Sí                           | Sí         | Sí         | Sí         | Sí            | Eina CAD de llum 3D gratuïta (visualitzador i dissenyador) per a la web que inclou un tipus d'entitat de "molècula".                                                                   |
| Marvin JS                            | ChemAxon                        | No                             | Sí                           | Desconegut | Desconegut | Desconegut | Desconegut    | La versió de JavaScript de MarvinSketch; té una mica menys de funcions que la versió basada en Java en l'actualitat                                                                    |
| Molinspiration WebME molecule editor |                                 | Sí                             | Sí                           | Desconegut | Desconegut | Desconegut | Desconegut    | proprietary software |
| JSDraw                               | Scilligence                     | Sí                             | Sí                           | Sí         | Sí         | Sí         | Desconegut    | |
| JSME                                 | Peter Ertl                      | Sí                             | Sí                           | Sí         | Sí         | Sí         | Desconegut    | Admet arrossegar i deixar anar en navegadors d'escriptori compatibles amb HTML5 per importar i exportar arxius MOL i RXN. L'editor pot generar SMILES i InChI.                         |
| WebMolKit                            | Molecular Materials Informatics | No                             | Sí                           | No         | No         | No         | No            | També la biblioteca principal de SketchEl2. La llicència és GPL. |

## Editors en línia
| Programa                          | Desenvolupador | Info |
| --------------------------------- | --- | --- |
| AngularDrawChem                   | Michał Malik | editor de codi obert (MIT) per dibuixar estructures orgàniques i esquemes de reacció a SVG, disponible en línia i com a mòdul AngularJS |
| ICEdit                            | InfoChem | prova gratuïta, edita estructures i reaccions químiques |
| LAI4D                             | Lai4d Systems | Eina CAD de llum 3D gratuïta (visualitzador i dissenyador) per a la web que inclou un tipus d'entitat "molècula". |
| MolEdit                           | MolSoft | L'editor HTML5 permet dibuixar estructura química 2D dins de la pàgina del navegador web; no necessita connectors (com Java); funciona en qualsevol navegador compatible amb HTML5 modern amb JavaScript habilitat, incloses les plataformes mòbils; de pes lleuger, intuïtiu |
| MolView                           | Herman Bergwerf | Programari lliure. Construït per a ordinadors d'escriptori, tauletes i telèfons intel·ligents. Integra algunes bases de dades en línia, incloses PubChem, RCSB, NCI / CADD Chemical Identifier Resolver i Crystallography Open Database.                                      |
| Marvin molecule editor and viewer | ChemAxon | Programari propietari. Dona suport tots els formats importants i característiques/de consulta de l'estructura. Aquesta implementació de Java també inclou prediccions basades en estructures il·limitades per a un rang de propietats (pKa, logD, estructura<>de nom, etc.).  |
| Molecular Editor and Image Sharer | | Basat en JChemPaint; permet emmagatzemar imatges generades en un servidor |
| PubChem online molecule editor    | | admet SMILES, SMARTS, InChI, i tots els formats d'arxius químics habituals. |
| MolEditor \| Ambinter             | Petita edició, manipulació i exportació de bases de dades químiques (Structure Data File SDF, SMILES, ...) – programari lliure (GPL) | |

## Aplicacions d'editor per a mòbils
| Programa                              | Desenvolupador              | iPad       | iPhone     | Android | BlackBerry | Info                                           |
| ------------------------------------- | --------------------------- | ---------- | ---------- | ------- | ---------- | ---------------------------------------------- |
| ChemDoodle Mobile                     | iChemLabs                   | Sí         | Sí         | Sí      | No         | Gratuït, integrat amb l'escriptori ChemDoodle. |
| ChemJuice                             | IDBS                        | Sí         | Sí         | No      | No         |                                                |
| Chirys Draw                           | Integrated Chemistry Design | Sí         | No         | No      | No         |                                                |
| Chirys Sketch                         | Integrated Chemistry Design | No         | Sí         | No      | No         |                                                |
| Elemental (software)                  | Dotmatics                   | Sí         | Sí         | Sí      | No         | Gratuït                                        |
| ICEdit                                | InfoChem                    | Desconegut | Desconegut | Sí      | Desconegut | versió beta disponible per InfoChem            |
| 3D Molecules Edit & Test for iOS      | Virtual Space               | Sí         | Sí         | No      | No         |                                                |
| 3D Molecules Editor for iOS           | Virtual Space               | Sí         | Sí         | No      | No         |                                                |
| 3D Molecules View & Edit Lite for iOS | Virtual Space               | Sí         | Sí         | No      | No         | Gratuït                                        |